# رزوان واسیلسکو
رزوان واسیلسکو (رومانیایی: Răzvan Vasilescu؛ ‏ تلفظ رومانیایی: [rəzˈvan vasiˈlesku]؛ ‏ زادهٔ ۱۴ اوت ۱۹۵۴) بازیگر اهل رومانی است.
از فیلم‌هایی که وی در آن نقش داشته‌است، می‌توان به یک تابستان به‌یادماندنی، خاکستر و خون، بلوط، رؤیای کالیفرنیا، خیلی دیر، ایستگاه بعدی بهشت و کارل یکم اشاره کرد.